# پائولو دا سیلوا
پائول دارسیلوا (انگلیسی: Paulo da Silva؛ زادهٔ ۱ فوریهٔ ۱۹۸۰) یک بازیکن فوتبال اهل پاراگوئه است.
وی همچنین در تیم ملی فوتبال پاراگوئه بازی کرده‌است.